# Ajoblanco
Pour la revue de contre-culture, voir Ajoblanco (revue).
L'ajoblanco est une soupe froide, typique de l'Andalousie (Grenade, Jaén, Cordoue, Malaga et Almería principalement) et de l'Estrémadure.
Cette soupe de couleur blanche est préparée avec des amandes mondées (en période de disette, comme après la guerre, les amandes ont été remplacées dans certaines zones par de la farine de haricot sec), de la mie de pain, de l'ail, de l'huile d'olive, du sel, de l'eau et parfois du vinaigre. Elle est souvent servie avec des raisins blancs ou des morceaux de melon blanc, parfois de minces quartiers de pomme.

## Histoire
Ce plat pourrait être originaire de la gastronomie romaine, ou plus probablement de la gastronomie grecque. Aceuchal, Almáchar, Palomas et Puebla de la Reina se disputent  l'invention de l'ajoblanco. À Almáchar, la Fiesta del Ajoblanco a lieu le premier samedi de septembre. Il s'agit de la plus ancienne fête gastronomique de la province de Malaga, la première célébration remontant à 1968.